# Judo na Letní univerziádě 2007
Soutěže v judu na letní univerziádě 2007 probíhaly ve sportovní hale č. 4 Thammasatské university v Bangkoku, Thajsko v období 13. až 17. srpna 2007.

## Program
- PO - 13.08.2007 - těžká váha (+100 kg, +78 kg) a polotěžká váha (−100 kg, −78 kg)
- ÚT - 14.08.2007 - střední váha (−90 kg, −70 kg) a polostřední váha (−81 kg, −63 kg)
- ST - 15.08.2007 - lehká váha (−73 kg, −57 kg) a pololehká váha (−66 kg, −52 kg)
- ČT - 16.08.2007 - superlehká váha (−60 kg, −48 kg) a kategorie bez rozdílu vah
- PA - 17.08.2007 - soutěž týmů

## Česká stopa
Výsledky českých reprezentantů v judu 2009
- -81 kg – Jiří Pokorný
- -100 kg – Tomáš Kobza
- -70 kg – Andrea Pokorná

- bez rozdílu vah – Tomáš Kobza

## Výsledky – váhové kategorie

### Muži
| Kategorie | Zlato                      | Stříbro                | Bronz                     | Bronz                    |
| --------- | -------------------------- | ---------------------- | ------------------------- | ------------------------ |
| -60 kg    | Čo Nam-sok (KOR)           | Maksym Korotun (UKR)   | Nazir Kišmachov (RUS)     | Mostafa Dalirijan (IRI)  |
| -66 kg    | Ramil Gasimov (AZE)        | Sugoi Uriarte (ESP)    | Alessandro Bruyere (ITA)  | Armen Nazarjan (ARM)     |
| -73 kg    | Masahiko Ocuka (JPN)       | Kim Če-pom (KOR)       | Sergiu Toma (MDA)         | Batradz Kajitmazov (RUS) |
| -81 kg    | Grigol Šindžikašvili (GEO) | Kim Min-kju (KOR)      | Hirotaka Kató (JPN)       | Farmon Qobulov (UZB)     |
| -90 kg    | Xurshid Nabiev (UZB)       | Nicolas Brisson (FRA)  | Dmitrij Gerasimenko (RUS) | Karolis Bauža (LTU)      |
| -100 kg   | Takamasa Anai (JPN)        | Franck Moussima (CMR)  | Kim Jong-hun (KOR)        | Egidijus Žilinskas (LTU) |
| +100 kg   | Kim Song-pom (KOR)         | Dmitrij Stěrchov (RUS) | Masúd Chosravínežád (IRI) | Jerbolat Jusupov (KAZ)   |

### Ženy
| Kategorie | Zlato                     | Stříbro                    | Bronz                      | Bronz                     |
| --------- | ------------------------- | -------------------------- | -------------------------- | ------------------------- |
| -48 kg    | Tomoko Fukumiová (JPN)    | Natalia Kondratěvová (RUS) | Séverine Peschová (GER)    | Meriem Moussaová (ALG)    |
| -52 kg    | Mönchbátaryn Bundmá (MGL) | I Če-hui (KOR)             | Anuš Akobjanová (ARM)      | Iwona Machałeková (POL)   |
| -57 kg    | Nae Udakaová (JPN)        | Yahaira Aguirreová (ESP)   | Čchö Kjong-sil (PRK)       | Kim Mi-hwa (KOR)          |
| -63 kg    | Emmanuelle Payetová (FRA) | Wang Čchin-fang (TPE)      | Marta Labazinová (RUS)     | Hilde Drexlerová (AUT)    |
| -70 kg    | Joriko Kuniharaová (JPN)  | Pak Ka-jon (KOR)           | Catherine Robergeová (CAN) | Erica Barbieriová (ITA)   |
| -78 kg    | Sajaka Anaiová (JPN)      | I So-jon (KOR)             | Marylise Lévesqueová (CAN) | Lucie Louetteová (FRA)    |
| +78 kg    | Tchung Wen (CHN)          | Belkıs Zehra Kayaová (TUR) | Mika Sugimotová (JPN)      | Natalija Sokolovová (RUS) |

## Výsledky – ostatní disciplíny

### Bez rozdílu vah
|      | Zlato                 | Stříbro                   | Bronz                 | Bronz                    |
| ---- | --------------------- | ------------------------- | --------------------- | ------------------------ |
| muži | Satoši Išii (JPN)     | Aleksandar Petković (SRB) | Adam Okruašvili (GEO) | Vitalij Poljanskyj (UKR) |
| ženy | Liou Chuan-jüan (CHN) | I Čong-un (KOR)           | Mai Tatejamaová (JPN) | Sédrine Portetová (FRA)  |

### Týmová soutěž
|      | Zlato    | Stříbro | Bronz | Bronz       |
| ---- | -------- | ------- | ----- | ----------- |
| muži | Japonsko | Francie | Rusko | Jižní Korea |
| ženy | Japonsko | Francie | Rusko | Jižní Korea |